# Oja Kodar
Oja Kodar (Zagreb, Reino de Yugoslavia, 1941) nacida Olga Palinkaš es una actriz, guionista y directora croata, compartió vida con Orson Welles desde 1962 durante los últimos años de la vida del director.

## Biografía
Olga Palinkaš nació en Zagreb, de padre húngaro y madre croata. Conoció a Welles en 1961 en su ciudad natal, cuando este se encontraba rodando El proceso. Welles, casado con su tercera esposa, Paola Mori, se enamoró de Palinkaš, una mujer morena, hermosa y de aspecto exótico. Aunque participó en algunas papeles menores en películas yugoslavas y francesas, el resto de su carrera como actriz quedó ligada a las producciones, muchas inconclusas, de Welles. Fue este quien le puso el nombre artístico de Oja Kodar.
En 1966 comenzaron el rodaje de The Deep, en la que Kodar asumía un papel principal, pero las dificultades financieras impidieron que Welles terminara dicha película. En 1970 se embarcaron en una nueva aventura fallida, el rodaje de Al otro lado del viento, donde Kodar se atribuye colaborar en el guion e interpreta el papel del personaje sin nombre a la que llaman la actriz simplemente. Una vez más el proyecto quedó sin terminar.
En 1973 vuelve a colaborar sin créditos en un guion de Welles, esta vez en F for Fake, interpretándose a sí misma. También colaboró en el guion de Los soñadores.
Hasta 1985, año en que fallece Welles, compartieron casa en Hollywood. Cuatro años más tarde, en 1989, debutó como directora de largometrajes con el estreno de Jaded (1989). La película fue producida por Kodar y Gary Graver. Su segundo largometraje como directora fue el drama bélico Vrijeme za... de 1993, cuya trama se ambienta durante la guerra de Croacia de 1991-1995.
Más tarde codirigió y coescribió el documental franco-alemán Orson Welles: The One-Man Band (1995). Para esta película, supervisó una recopilación de material no utilizado filmado por Welles durante los últimos 20 años de su carrera.

## Filmografía

### Actriz
| Año  | Título                       | Rol               | Notas                  |
| ---- | ---------------------------- | ----------------- | ---------------------- |
| 1961 | Parce plavog neba            | Ljilja            | Como Olga Palinka      |
| 1961 | Sudar na paralelama          | Stjuardesa        | Como Olga Palinka      |
| 1964 | Juegos de amor a la francesa |                   | Sin acreditar          |
| 1965 | Sursis pour un espion        |                   | Como Olga Palinka      |
| 1966 | Simpático sinvergüenza       |                   | Como Olga Dan Palinkas |
| 1967 | The Heroine                  |                   |                        |
| 1967 | Jerk à Istambul              |                   | Sin acreditar          |
| 1969 | La donna a una dimensione    |                   | Como Olga Linka        |
| 1969 | The Merchant of Venice       |                   | Corto                  |
| 1970 | The Deep                     | Rae Ingram        |                        |
| 1972 | Don Quixote                  |                   | Inacabada              |
| 1980 | Tajna Nikole Tesle           | Catherine Johnson |                        |
| 1987 | Alguien a quien amar         | Yelena            |                        |
| 1989 | Jaded                        | Rossanda          |                        |
| 1999 | One Man Band                 | Nancy Astor       | Corto                  |
| 2018 | Al otro lado del viento      | La actriz         |                        |

### Directora y guionista
| Año  | Título                         | Dirección | Guion | Notas                                      |
| ---- | ------------------------------ | --------- | ----- | ------------------------------------------ |
| 1973 | Fraude                         | Sí        | Sí    | Sin acreditar                              |
| 1976 | Tráiler de Fraude              | No        | Sí    |                                            |
| 1982 | The Dreamers                   | No        | Sí    |                                            |
| 1989 | Jaded                          | Sí        | Sí    |                                            |
| 1993 | Vrijeme za...                  | Sí        | Sí    |                                            |
| 1995 | Orson Welles: The One-Man Band | Sí        | No    | Documental codirigido con Vassili Silovic. |
| 1997 | The Big Brass Ring             | No        | Sí    |                                            |
| 1999 | La gran rueda del poder        | No        | Sí    |                                            |
| 2018 | Al otro lado del viento        | No        | Sí    |                                            |